# Carmen Maura
Carmen García Maura, coneguda com a Carmen Maura (Madrid, 15 de setembre de 1945) és una actriu espanyola de cinema. Premiada i reconeguda dins i fora de l'Estat Espanyol, Carmen Maura és una actriu versàtil que interpreta tota mena de papers.

## Biografia
Provinent d'una gran família espanyola, el seu besoncle va ser el polític conservador Antoni Maura, cinc vegades primer ministre al començament del segle xx. Francòfona, estudia filosofia i literatura a l'escola nacional superior de les belles arts de París.
Comença la seva carrera com a cantant de cabaret, després debuta al cinema l'any 1970 amb una aparició a El hombre oculto. Obté el seu primer paper important l'any 1977 a Tigres de papel, de Fernando Colomo. Encara que ha interpretat diversos papers dramàtics, és sobretot coneguda com a actriu de comèdies.
Pedro Almodóvar en va fer una de les seves actrius fetitxes i li ofereix sis papers als anys 1980, a Pepi, Luci, Bom y otras chicas del montón o Mujeres al borde de un ataque de nervios, que li suposa el Goya a la millor actriu i el primer Premi del cinema europeu a la millor actriu. Entre aquests dos papers, és la germana Perduda a Entre tinieblas, Gloria a ¿Qué he hecho yo para merecer esto? i Tina a La ley del deseo. Encarna gairebé sempre dones en crisi però lluitadores.
Guanya de nou el Goya i el Félix del primer paper per ¡Ay, Carmela!, de Carlos Saura, dos anys més tard. L'any 2001, un tercer Goya marca la seva carrera per la comèdia policíaca La comunidad, d'Álex de la Iglesia, que la crida novament per a 800 balas i Las brujas de Zugarramurdi. L'any 2006, després de gairebé vint anys de separació, torna amb Pedro Almodóvar a Volver, que suposa per a totes cinc actrius el premi d'interpretació femenina al Festival de Canes.
Apareix regularment a films francesos, per exemple a Le Bonheur est dans le pré, l'any 1995, i Les Femmes du 6e étage, l'any 2011, paper pel qual rep el César a la millor actriu secundària. També a l'estranger ha treballat igualment per a l'argentí Alejandro Agresti (Valentín), l'israelià Amos Gitai (Free Zona) o l'estatunidenc Francis Ford Coppola (Tetro).
És una de les set actrius que ha rebut el Premi Nacional de Cinema del Ministeri de Cultura d'Espanya, amb Rafaela Aparicio, María Luisa Ponte, Marisa Paredes, Mercedes Sampietro, Maribel Verdú i Ángela Molina.
L'any 2018, rebé el Premi Honorífic de l'Acadèmia de Cinema Europeu en reconeixement de tota la seva trajectòria.

## Filmografia
- 1969 - El espíritu (Juan Tamariz).
- 1971 
  - El hombre oculto (Alfonso Ungría)
  - Mantis (Luis Mamerto López-Tapia)
- 1973
  - Un casto varón español (Jaime d'Armiñán)
  - El asesino está entre los trece (Javier Aguirre Fernández)
- 1974
  - Don Joan (Antonio Mercero)
  - Tanata (Luis Mamerto López-Tapia)
- 1975
  - Leonor (Juan Luis Buñuel)
  - El love feroz (José Luis García Sánchez)
  - La encadenada (Manuel Mur Oti)
  - Vida íntima de un seductor cínico (Javier Aguirre Fernández)
- 1976
  - El libro de buen amor II (Jaime Bayarri)
  - La mujer es cosa de hombres (Jesús Yagüe)
  - Una pareja como las demás (Miguel Ángel Díez)
  - Ir por lana' (Miguel Ángel Díez)
  - Pomporrutas imperiales (Fernando Colomo)
  - La petición (Pilar Miró)
- 1977 - Tigres de papel (Fernando Colomo)
- 1978
  - Los ojos vendados (Carlos Saura)
  - De fresa, limón y menta (Miguel Ángel Díez)
  - Folle... folle... fólleme Tim! (Pedro Almodóvar)
  - Mi blanca Varsovia (Javier Quintana)
  - ¿Qué hace una chica como tú en un sitio como este? (Fernando Colomo)
- 1980
  - Gary Cooper, que estás en los cielos (Pilar Miró). Amb Mercedes Sampietro.
  - El hombre de moda (Fernando Méndez Leite)
  - Menos mi madre y mi hermana (Jaime Villate)
- 1982
  - Femenino singular (Juanjo López)
- 1983
  - El Cid cabreador (Angelino Fons)
  - Entre tinieblas (Pedro Almodóvar). Amb Marisa Paredes, Chus Lampreave i Julieta Serrano.
- 1984
  - ¿Qué he hecho yo para merecer esto? (Pedro Almodóvar). Amb Ángel d'Andrés López, Kiti Manver i Chus Lampreave.
  - Sal gorda (Fernando Trueba)
- 1985
  - Sé infiel y no mires con quién (Fernando Trueba). Amb Ana Belén, Santiago Ramos, Antonio Resines, Verónica Forqué i Chus Lampreave.
  - Extramuros (Miguel Picazo)
- 1986
  - Tata mía (José Luis Borau). Amb Imperio Argentina, Alfredo Landa i Miguel Rellán.
  - Delirios de amor (Cristina Andreu, Luis Eduardo Aute, Antonio González Vigil i Félix Rotaeta).
  - Matador (Pedro Almodóvar). Amb Assumpta Serna i Antonio Banderas.
  - 2.30 A.M.
- 1987 - La ley del deseo (Pedro Almodóvar). Amb Eusebio Poncela i Antonio Banderas
- 1988
  - Mujeres al borde de un ataque de nervios (Pedro Almodóvar). Amb Antonio Banderas, Julieta Serrano i María Barranco.
- 1989 - Bâton rouge (Rafael Moleón). Amb Victoria Abril i Antonio Banderas.
- 1990
  - ¡Ay, Carmela! (Carlos Saura). Amb Andrés Pajáres i Gabino Diego.
- 1991
  - Chatarra (Félix Roteta)
  - Cómo ser mujer y no morir en el intento (Ana Belén). Amb Antonio Resines.
- 1992
  - La reina anónima (Gonzalo Suárez). Amb Marisa Paredes.
  - Sur la terre comme au ciel (Marion Hänsel)
- 1993
  - Sombras en una batalla (Mario Camus). (nominada al Goya). Amb Tito Valverde.
  - Louis, enfant roi (Roger Planchon)
- 1994
  - Cómo ser infeliz y disfrutarlo (Enrique Urbizu)
- 1995
  - La alegría está en el campo (Etiane Chevaliez)
  - El palomo cojo (Jaime d'Armiñán)
  - Pareja de tres (Antoni Verdaguer). Amb Rosa María Sardà.
  - El rey del río (Manuel Gutiérrez Aragón)
- 1996
  - Amores que matan (Juan Manuel Chumilla). Amb Juanjo Puigcorbé.
- 1997
  - Elles (Luís Galvao Teles)
  - Alliance cherche doigt (Jean-Pierre Mocky)
  - Tortilla y cinema (Martin Provost)
  - Vivir después (Carlos Galettini)
- 1998
  - Alice et Martin (André Téchiné)
- 1999
  - Lisboa (Antonio Hernández). Amb Sergi López i Federico Luppi.
  - Carretera y manta (Alfonso Arandía). Amb Eduardo Noriega, Natalia Verbeke, i Jordi Bosch.
- 2000
  - La Comunidad (Álex de la Iglesia). Amb Emilio Gutierrez Caba, Terele Pávez i Sancho Gracia.
  - Valentín (Alejandro Agresti)
- 2001
  - El palo (Eva Lesmes). Amb Adriana Ozores, Maribel Verdú i Malena Alterio.
- 2002
  - 800 balas (Álex de la Iglesia). Amb Sancho Gracia i Terele Pávez.
- 2004
  - Entre viure i somiar (David Albacente i Alfonso Menkes)
  - Al otro lado
  - La promesa. Amb Ana Fernández.
- 2006
  - Nos chères têtes blondes (Charlotte Silvera)
  - Volver (Pedro Almodóvar). Amb Penélope Cruz, Lola Dueñas i Blanca Portillo.
- 2005
  - Ángeles de negro
  - Free Zone (en un paper que a causa del muntatge es va veure reduït a uns pocs minuts) (Amos Gitai). Amb Natalie Portman.
  - Reinas (Manuel Gómez Pereira). Amb Marisa Paredes, Verónica Forqué i Mercedes Sampietro.
- 2007
  - Que parezca un accidente (Gerardo Herrero)
  - El menor de los males (Antonio Hernández)
- 2008
  - Dare to love me (Alfonso Arau). Amb Paz Vega i Thomas Kretschmann.
  - The Garden of Eden (John Irvin)
- 2009 
  - Tetro (Francis Ford Coppola)
- 2010 
  - Les dones del sisè pis (Philippe Le Guay)
  - Le Mac (Pascal Bourdiaux)
  - Chicas (Yasmina Reza)
- 2011 
  - Let My People Go! (Mikael Buch)
  - Escalade (Charlotte Silvera)
  - 5ºB Escalera Dcha (c) (María Adánez)
- 2012 
  - Paulette (Jérôme Enrico)
  - Sofía y el terco (Andrés Burgos
- 2013
  - Las brujas de Zugarramurdi (Álex de la Iglesia)
- 2014
  - La madre (Angelo Maresca)
  - Saint Loin la mauderne (Stéphane Meunier)
- 2015
  - La vanité (Lionel Baier)
  - Les cadires musicals (Marie Belhomme)
- 2016
  - People You May Know (J.C. Falcón)
  - El futuro no es lo que era (Pedro L. Barbero)
  - Cuernavaca (Alejandro Andrade)
- 2017
  - Sales Gosses (Frédéric Quiring)
  - Cuando los hijos regresan (Claudia González-Rubio, Hugo Lara Chavez)
  - Chasing Satellites (Jim Loach)
- 2018
  - ¡Oh Mammy Blue! (Antonio Hens)
- 2019
  - Veneza (Miguel Falabella i Hsu Chien Hsin)

## Televisió
- 2024 - Tierra de mujeres
- 2007 - Círculo Rojo, amb María Adánez, María Botto i Emilio Gutiérrez Caba.
- 2004 - Mentir un poco
- 2003 - Arroz y tartana, amb José Sancho i Eloy Azorín.
- 2000 - Une mère en colère'
- 1999 - Famosos y familia
- 1998 - A las once en casa, amb Antonio Resines i Ana García Obregón.
- 1992 - Encantados de conocerte, de Fernando García Tola.
- 1989 - Mieux vaut courir
- 1988 - La mujer de tu vida: La mujer feliz
- 1984 - La huella del crimen: El crimen de la calle Fuencarral
- 1981 - Esta noche, de Fernando García Tola.
- 1979 - El coleccionismo y los coleccionistas
- 1974
  - Suspiros de España
  - Juan y Manuela
- 1972 - Las aventuras de Mateo

## Premis o nominacions
- Medalla d'Or al Mèrit de les Belles Arts del Ministeri de Cultura 1999.
- Cavaller de l'Ordre de les Arts i de les Lletres de França 1996

### Premis Goya
| Any  | Categoria                                    | Pel·lícula                               | Resultat   |
| ---- | -------------------------------------------- | ---------------------------------------- | ---------- |
| 2006 | Millor interpretació femenina de repartiment | Volver                                   | Guanyadora |
| 2000 | Millor interpretació femenina protagonista   | La Comunidad                             | Guanyadora |
| 1999 | Millor interpretació femenina protagonista   | Lisboa                                   | Candidata  |
| 1993 | Millor interpretació femenina protagonista   | Sombras en una batalla                   | Candidata  |
| 1990 | Millor interpretació femenina protagonista   | ¡Ay, Carmela!                            | Guanyadora |
| 1988 | Millor interpretació femenina protagonista   | Mujeres al borde de un ataque de nervios | Guanyadora |

### Unión de Actores
| Any  | Categoria                               | Pel·lícula         | Resultat   |
| ---- | --------------------------------------- | ------------------ | ---------- |
| 2006 | Millor actriu secundària de cinema      | Volver             | Candidata  |
| 2000 | Millor actriu protagonista de cinema    | La Comunidad       | Guanyadora |
| 1998 | Millor actriu protagonista de televisió | A las once en casa | Candidata  |

### Fotogramas de Plata
| Any  | Categoria                     | Pel·lícula                                                  | Resultat                 |
| ---- | ----------------------------- | ----------------------------------------------------------- | ------------------------ |
| 2006 | Millor actriu de cinema       | Volver                                                      | Candidata                |
| 2000 | Millor actriu de cinema       | Carretera y manta, La Comunidad i El harén de Madame Osmane | Guanyadora               |
| 1998 | Millor actriu de televisió    | A las once en casa                                          | Guanyadora               |
| 1993 | Millor actriu de cinema       | Sombras en una batalla                                      | Semifinalista (2a ronda) |
| 1992 | Millor actriu de cinema       | Entre el cielo y la tierra i La reina anónima               | Candidata                |
| 1990 | Millor actriu de cinema       | ¡Ay, Carmela!                                               | Guanyadora               |
| 1990 | Millor actriu de cinema       | La mujer de tu vida: La mujer feliz                         | Candidata                |
| 1988 | Millor actriu de cinema       | Baton Rouge i Mujeres al borde de un ataque de nervios      | Guanyadora               |
| 1987 | Millor actriu de cinema       | La ley del deseo i Delirios de amor                         | Candidata                |
| 1986 | Millor actriu de cinema       | Tata mía i Matador                                          | Candidata                |
| 1985 | Millor actriu de cinema       | Extramuros i Sé infiel y no mires con quién                 | Candidata                |
| 1984 | Millor actriu de cinema       | ¿Qué he hecho yo para merecer esto?                         | Guanyadora               |
| 1981 | Millor intèrpret de televisió | Esta noche                                                  | Guanyadora               |

### Premis del cinema europeu
| Any  | Categoria             | Pel·lícula                               | Resultat   |
| ---- | --------------------- | ---------------------------------------- | ---------- |
| 2018 | Premi Honorífic       |                                          | Guanyadora |
| 1990 | Millor actriu europea | ¡Ay, Carmela!                            | Guanyadora |
| 1988 | Millor actriu europea | Mujeres al borde de un ataque de nervios | Guanyadora |

### Festival Internacional de Cinema de Sant Sebastià
| Any  | Categoria                             | Pel·lícula   | Resultat   |
| ---- | ------------------------------------- | ------------ | ---------- |
| 2000 | Conquilla de Plata a la millor actriu | La comunidad | Guanyadora |

### Festival de Canes
| Any  | Categoria                                                             | Pel·lícula | Resultat   |
| ---- | --------------------------------------------------------------------- | ---------- | ---------- |
| 2006 | Premi a la interpretació femenina (en conjunt amb la resta d'actrius) | Volver     | Guanyadora |

### Premis César
| Any  | Categoria                | Pel·lícula                  | Resultat   |
| ---- | ------------------------ | --------------------------- | ---------- |
| 1994 | Millor actriu secundària | La alegría está en el campo | Candidata  |
| 2012 | Millor actriu secundària | Les dones del sisè pis      | Guanyadora |

### Premis Ondas
| Any  | Categoria              | Resultat   |
| ---- | ---------------------- | ---------- |
| 1981 | Nacionals de televisió | Guanyadora |

### TP d'Or
| Any  | Categoria              | Resultat   |
| ---- | ---------------------- | ---------- |
| 1981 | Personatge més popular | Guanyadora |